# Storia universale dell'infamia
Storia universale dell'infamia è una raccolta di racconti brevi scritti in giovane età da Jorge Luis Borges.
Pubblicato per la prima volta nel 1935 il libro fu riveduto e corretto dallo stesso autore nel 1954. La maggior parte dei racconti che formano la raccolta apparve singolarmente sul quotidiano locale Critica, con il quale Borges collaborò, tra il 1933 ed il 1934.

## Trama
Le storie che compongono la raccolta si configurano come il racconto stravolto di fatti realmente accaduti, che l'autore cita come fonti ispiratrici al termine del libro. Nonostante questo collegamento con la realtà, nei suoi racconti Borges altera deliberatamente i nomi dei personaggi, le date e talvolta i fatti, sino a renderli completamente distaccati dalla realtà ispiratrice.

## Edizioni italiane
- Storia universale dell'infamia, traduzione di Mario Pasi, Biblioteca delle Silerchie n.6, Milano, Il Saggiatore, 1961. - Introduzione di Carlo Fruttero e Franco Lucentini, ivi, 1981; in Opere. Volume I, Collezione I Meridiani, Milano, Mondadori, 1984, pp. 439-515.
- Storia universale dell'infamia, traduzione di Vittoria Martinetto e Angelo Morino, Collana Biblioteca, Milano, Adelphi, 1997, ISBN 978-88-459-1332-7. - Collana Gli Adelphi n.583, Adelphi, 2020.